# Język siwai
Język siwai (a. siuai), także motuna – język papuaski używany w południowo-wschodniej części prowincji Bougainville w Papui-Nowej Gwinei. Według danych Ethnologue posługuje się nim 6600 osób.
Należy do rodziny języków południowej Bougainville. Występują przynajmniej cztery dialekty.
Został opisany w postaci opracowania gramatycznego oraz kilku artykułów. Jest zapisywany alfabetem łacińskim.